# Cammino di San Francesco di Paola
Il Cammino di San Francesco da Paola è un percorso di interesse religioso e naturalistico, di 247 km e 12 tappe, che ricalca i passi del santo calabrese Francesco da Paola, attraversando i luoghi che fecero da cornice alla sua vita, in Calabria: i monasteri da lui costruiti, la natura e i borghi circostanti.

## Storia
San Francesco da Paola (27 marzo 1416 - 2 aprile 1507), patrono della Calabria e della gente di mare.
Francesco Martolilla, conosciuto come san Francesco da Paola, fu eremita e fondatore dell’Ordine dei Minimi. Passò gran parte della sua vita in Calabria e gli ultimi anni a Plessis-lez-Tours, in Francia.
Fin da giovane viaggiò molto a piedi, per ragioni diverse: pellegrinaggi, spostamenti funzionali a raggiungere i luoghi dove fondava conventi o trasferimenti, come quello che lo portò a lasciare la Calabria per raggiungere la Francia.
Grazie a ricerche storiche ed a valutazioni cartografiche, nel 2017, anno di inaugurazione del Cammino, è stato possibile ricostruire i probabili itinerari percorsi sei secoli fa dall’eremita calabrese.

## Percorso

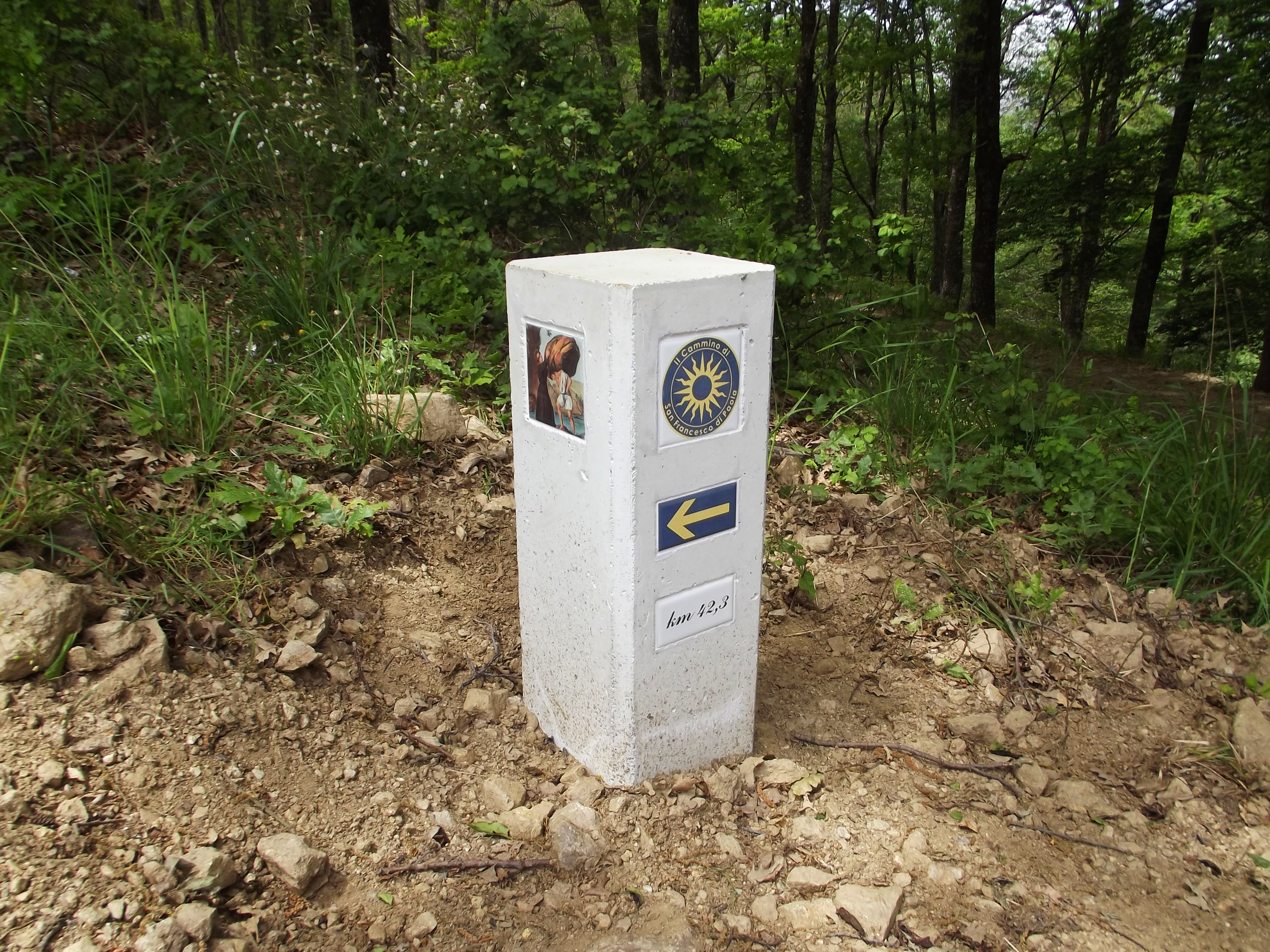
L'itinerario è segnalato con pietre miliari segnaletiche, elegantemente decorate con il “Sole”, simbolo del Cammino, una freccia gialla indicante la direzione da percorrere, i km mancanti e una scena della vita di San Francesco, diversa per ogni pietra

L’intero Cammino è percorribile in 12 giorni, da San Marco Argentano al Santuario di Corigliano Calabro.
Ad ogni fine tappa il pellegrino può trovare ospitalità di diverso genere, in B&B, in chiese e parrocchie, in case private o in rifugi di montagna.
Si parte dal paese di San Marco Argentano, dalla chiesa in cui un giovane Francesco si ritirò per un anno all’età di 13 anni. Attraversando coltivi terrazzati, frutteti, e castagneti, con panorami sulla valle del Fiume Crati, si arriva nel piccolo borgo arbëreshë di Cerzeto. Da qui si sale per dolci rilievi macchiati da grandi e rigogliose faggete, con alberi monumentali; primo fra tutti il maestoso faggio di San Francesco sotto il quale, si racconta, l’eremita amava riposare. Sei sono i metri di circonferenza di quest'albero e oltre 600 anni di età.
Si passa per il Laghicello, uno specchio d’acqua naturale contornato da faggi, salendo fino al Monumento “San Francesco in Cammino”, e poi giù, sul versante occidentale della Catena Costiera con vedute incantevoli verso il Mar Tirreno, fino al Santuario di Paola, cuore simbolico del Cammino.

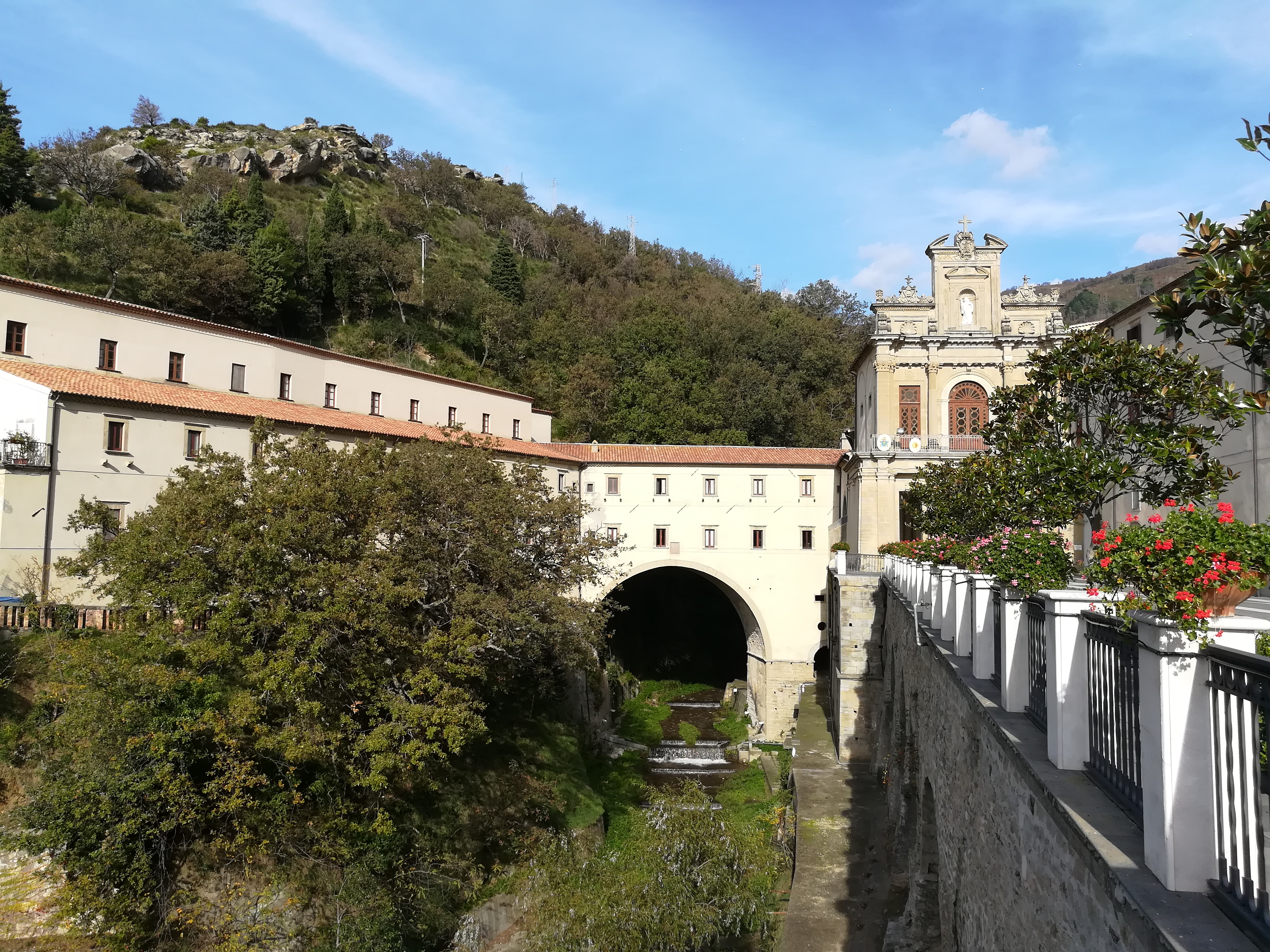
Il Santuario di Paola

Da Paola si risale ripidamente per la seconda parte dell’itinerario, caratterizzata dai pittoreschi borghi delle Serre Cosentine: San Fili, Cerisano, Mendicino, Carolei, Dipignano. Il secondo troncone del Cammino termina al Santuario di Paterno Calabro, uno dei pochi eretti da San Francesco in persona.

La terza parte di percorso, congiunge i monasteri fondati da Francesco dopo quella di Paola, ovvero Paterno (1472), Spezzano della Sila (1474) e Corigliano Calabro (1476). Da Paterno, oltrepassando le colline e le valli delle Serre Cosentine, si fa tappa a Cosenza. Da lì si procede verso la Pre-Sila cosentina all’interno dell’Area MaB del Parco nazionale della Sila (Man and the Biosphere) UNESCO. Si attraversano campi, vigneti e uliveti oltre a boschi di querce e castagni, fino ad arrivare agli abeti e ai pini delle quote più alte. L’arrivo è tra distese di ulivi, con lo sfondo del Golfo di Corigliano che incornicia il Mar Ionio.

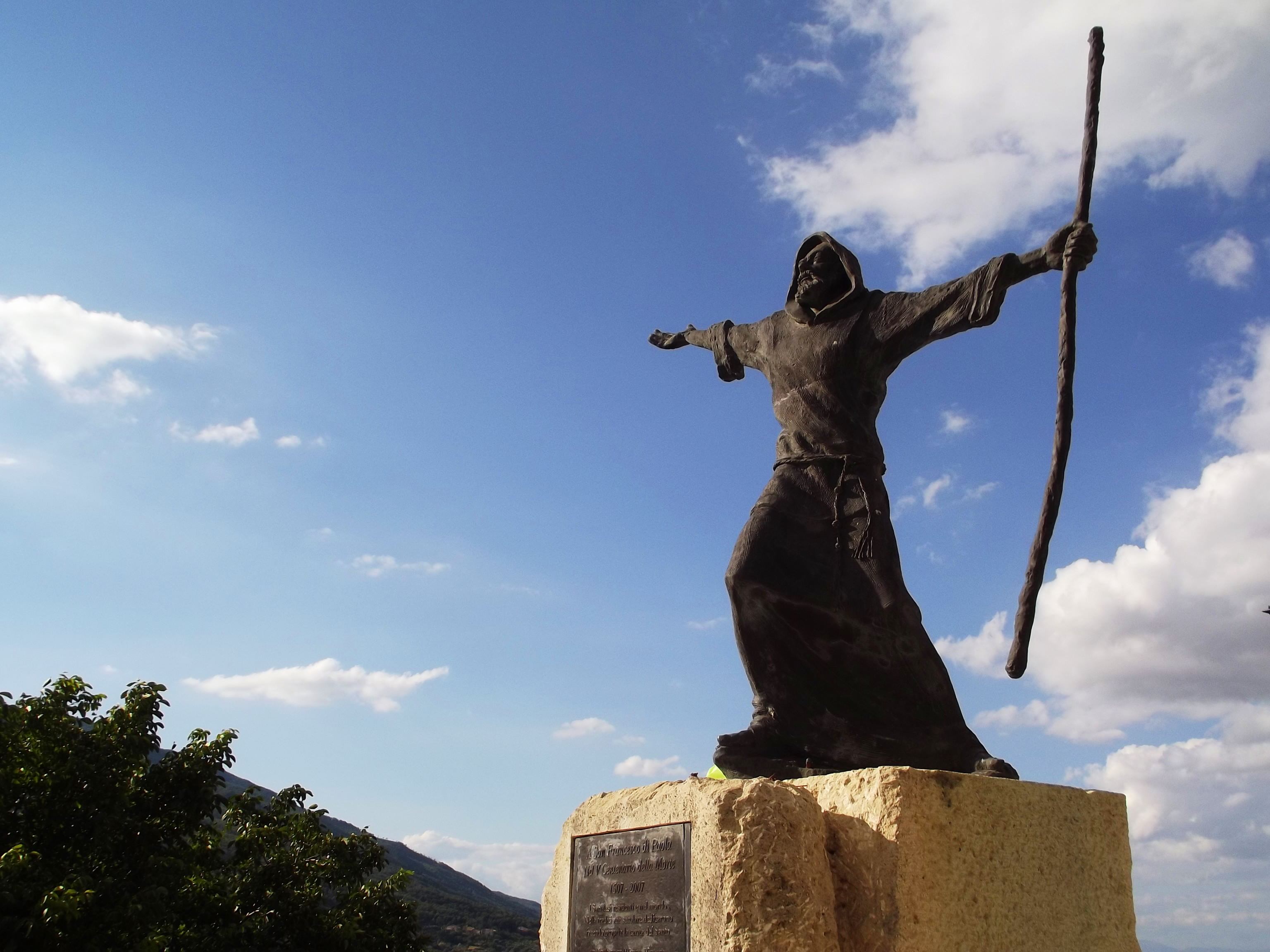
All'arrivo nel borgo di San Fili, una statua di San Francesco accoglie i viandanti a braccia aperte

## Itinerari
L’itinerario può essere percorso interamente, da San Marco Argentano a Corigliano Calabro, o anche solo intraprendendo uno dei sottoitinerari, raggiungendo comunque uno dei Santuari costruiti da San Francesco (Paola, Paterno Calabro, Spezzano della Sila, Corigliano Calabro).

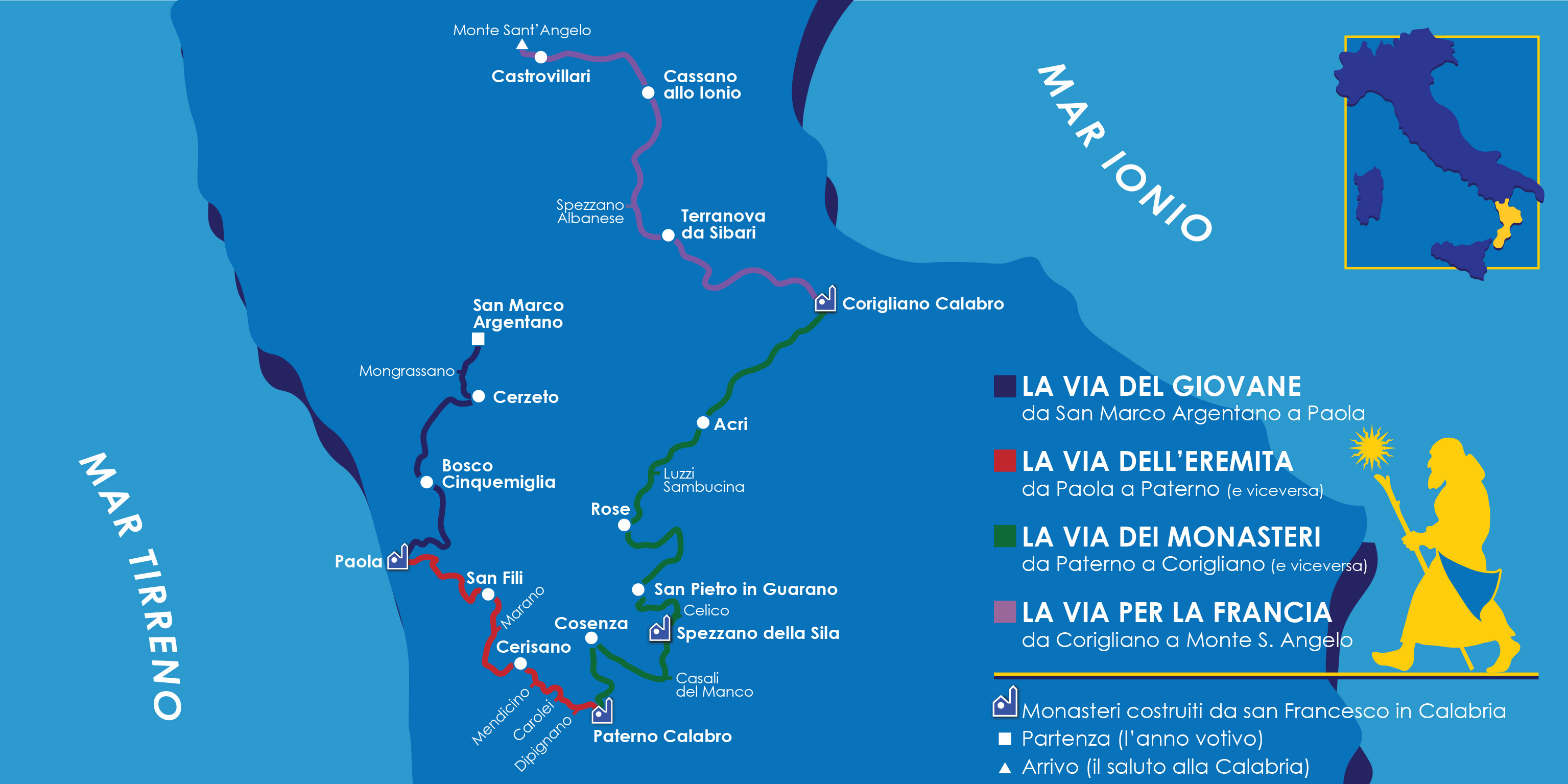
La mappa del Cammino di San Francesco di Paola

Tre infatti sono gli itinerari per chi non vuole fare per intero il Cammino: 

### La via del Giovane
Da San Marco Argentano a Paola
L’itinerario collega i due luoghi più importanti della giovinezza di Francesco: San Marco Argentano, dove si ritirò per un anno tra i Minori di S. Francesco d'Assisi, e Paola.

### La via dell'Eremita
Da Paola a Paterno Calabro (e viceversa)
L'itinerario unisce i luoghi in cui Francesco si ritirò prima come eremita e dove poi, insieme ai suoi seguaci, costruì i primi suoi due conventi.

### La via dei Monasteri
Da Paterno Calabro a Corigliano Calabro (e viceversa)
L’itinerario ripercorre i viaggi compiuti da Francesco per costruire i tre conventi dopo quella di Paola, ovvero Paterno (1472), Spezzano (1474) e Corigliano (1476).

## Tappe
Non si tratta di un lungo percorso come quello del Cammino di Santiago o come la Via Francigena, ma di un cammino breve, di 247 km diviso in tre tronconi: “La via del Giovane” (le prime tre tappe); “La Via dell’Eremita” (le successive tre tappe); “La Via dei Monasteri” (le ultime sei tappe).

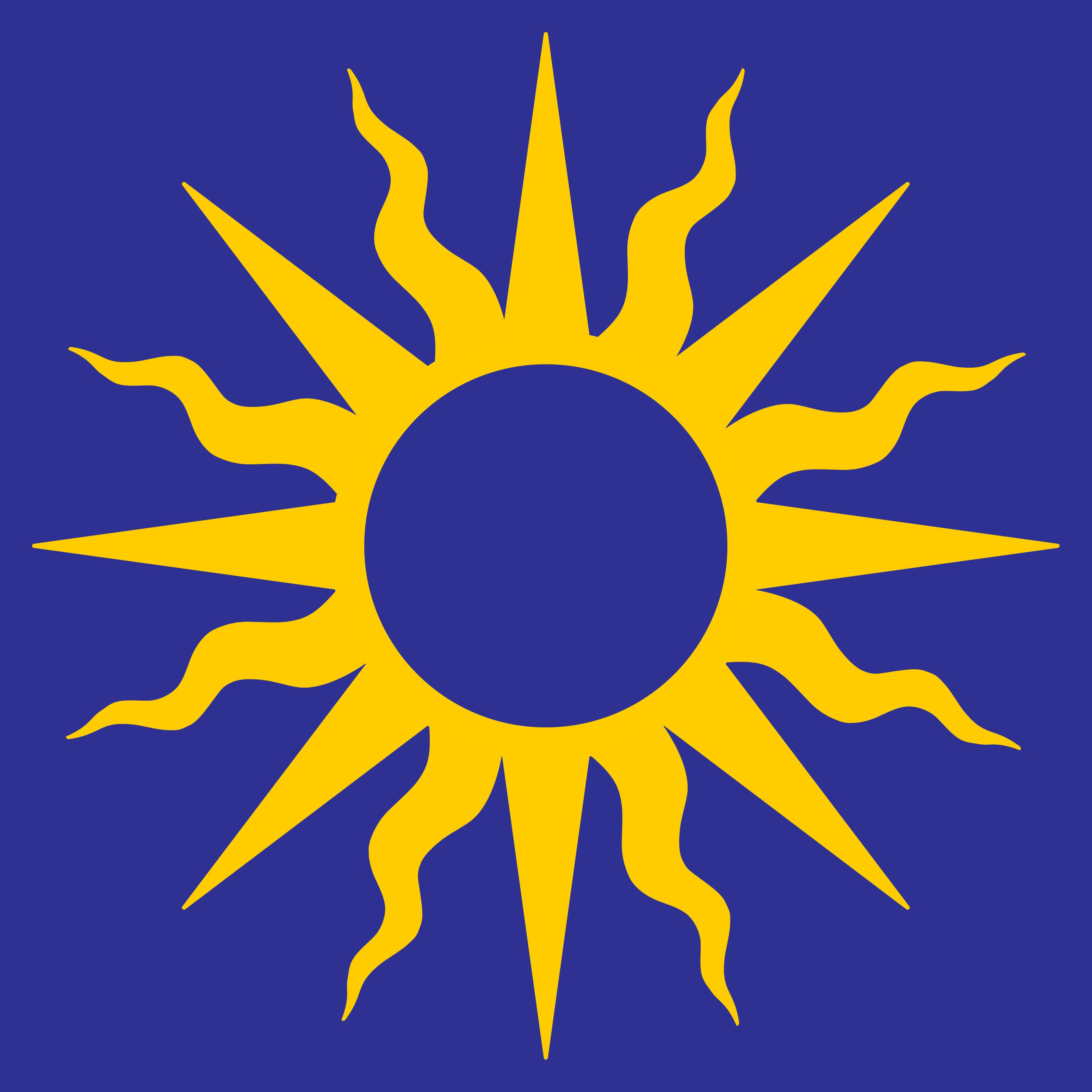
Il Sole, logo del Cammino, presente sui cartelli stradali e sulle pietre miliari poste lungo il percorso

| Tappe                                                           | Lunghezza (km) | Dislivello salita (m) | Dislivello discesa (m) |
| --------------------------------------------------------------- | -------------- | --------------------- | ---------------------- |
| 1. Da San Marco Argentano a Cerzeto                             | 11,8           | 600                   | 600                    |
| 2. Da Cerzeto a Bosco di Cinquemiglia                           | 17,5           | 1.100                 | 500                    |
| 3. Da Bosco Cinquemiglia al Santuario di Paola                  | 19,8           | 750                   | 1.500                  |
| 4. Dal Santuario di Paola a San Fili                            | 21,8           | 1.300                 | 1.000                  |
| 5. Da San Fili a Cerisano                                       | 18,9           | 900                   | 850                    |
| 6. Da Cerisano al Santuario di Paterno Calabro                  | 22,0           | 850                   | 770                    |
| 7. Dal Santuario di Paterno Calabro a Cosenza                   | 18,4           | 400                   | 800                    |
| 8. Da Cosenza al Santuario di Spezzano della Sila               | 19,3           | 900                   | 400                    |
| 9. Dal Santuario di Spezzano della Sila a San Pietro in Guarano | 16,4           | 650                   | 850                    |
| 10. Da San Pietro in Guarano a Rose                             | 27,7           | 950                   | 1200                   |
| 11. Da Rose ad Acri                                             | 28,2           | 1300                  | 1000                   |
| 12. Da Acri al Santuario di Corigliano Calabro                  | 25,2           | 800                   | 1300                   |

## Riconoscimenti
- Inserimento nell’Atlante dei Cammini d’Italia, riconoscimento ottenuto dal “Ministero dei Beni, dell Attività Culturali e del Turismo” (novembre 2017).[5]
- Inserimento nel Catalogo dei Cammini Religiosi, riconoscimento ottenuto dal “Ministero del Turismo” (marzo 2023).[6]
- Certificazione Touring Club Italiano della “Via del Giovane”, nell’ambito del progetto nazionale "Cammini e Percorsi" (marzo 2023).[7][8]